# Jan Ławski
Jan Ławski (ur. 9 stycznia 1926 - 18 stycznia 2008) – polski wojskowy, pułkownik WP, oficer polityczny 

## Życiorys
Urodził się w miejscowości Słoczna, powiat Nowogródek. 
W czasie okupacji należał do radzieckiej partyzantki. Do ludowego Wojska Polskiego wstąpił ochotniczo w 1945 r. W okresie od listopada 1946 do stycznia 1947 brał udział w walkach z podziemiem niepodległościowym o "utrwalenie władzy ludowej". Ukończył podoficerską szkołę łączności lotniczej, pracował na radiostacjach obsługujących Dowództwo Wojsk Lotniczych. Po ukończeniu kursu oficerów polityczno-wychowawczych w 1947 r. został podporucznikiem, a w latach 1948–1950 był instruktorem w 1 Łużyckim Oddziale WOP, a następnie instruktorem i szefem Wydziału w Zarządzie Polityczno-Wychowawczym Dowództwa Wojsk Ochrony Pogranicza w Warszawie. W 1964 r. ukończył studia w Wojskowej Akademii Politycznej im. Feliksa Dzierżyńskiego otrzymując tytuł magistra. W latach 1965–1975 służył w Głównym Zarządzie Politycznym WP na stanowisku szefa oddziału. W 1975 r. oddelegowany do Urzędu ds. Kombatantów na stanowisko dyrektora Zespołu Informacji i Współpracy z Zagranicą. W 1975 roku obronił także pracę doktorską w dziedzinie nauk humanistycznych. W latach 1979–1985 był zastępcą komendanta Wojskowego Instytutu Informatyki w Sztabie Generalnym WP. Ukończył również podyplomowe studia organizacji i zarządzania w Akademii Sztabu Generalnego WP. Napisał ponad 100 artykułów i publikacji dotyczących głównie tradycji WOP.  Od 6.07.1985 do 5.11.1987 zastępca dyrektora Gabinetu Ministra Spraw Wewnętrznych Czesława Kiszczaka. W 1987 r. odszedł w stan spoczynku. Członek PPR oraz PZPR.
Do Koła nr 2 Związku Byłych Żołnierzy Zawodowych w Warszawie wstąpił w sierpniu 1989 r. Pochowany na Cmentarzu Powązkowskim.

## Odznaczenia
- Krzyż Komandorski Orderu Odrodzenia Polski
- Krzyż Oficerski Orderu Odrodzenia Polski
- Krzyż Kawalerski Orderu Odrodzenia Polski
- Złoty Krzyż Zasługi
- Srebrny Krzyż Zasługi
- Medal 10-lecia Polski Ludowej
- Medal 30-lecia Polski Ludowej
- Medal 40-lecia Polski Ludowej
- Medal Zwycięstwa i Wolności 1945
- Złoty Medal „Siły Zbrojne w Służbie Ojczyzny”
- Srebrny Medal „Siły Zbrojne w Służbie Ojczyzny”
- Brązowy Medal „Siły Zbrojne w Służbie Ojczyzny”
- Złoty Medal „Za zasługi dla obronności kraju”
- Srebrny Medal „Za zasługi dla obronności kraju”
- Brązowy Medal „Za zasługi dla obronności kraju”
- Odznaka honorowa Za Zasługi dla Związku Byłych Żołnierzy Zawodowych i Oficerów Rezerwy WP
- Medal Towarzystwa Sprawiedliwych Wśród Narodów Świata
- Patent Weterana Walk o Wolność i Niepodległość Rzeczypospolitej Polskiej

## Źródła
- Biuletyn Informacji Publicznej IPN
- Głos Weterana i Rezerwisty, nr 10 (październik) 2008, str. 24